# Calodera rufescens
Calodera rufescens är en skalbaggsart som beskrevs av Ernst Gustav Kraatz 1856. Calodera rufescens ingår i släktet Calodera, och familjen kortvingar. Arten är reproducerande i Sverige.